# تنها (ترانه جیمین)
«تنها» (انگلیسی: Alone) ترانه‌ای از خواننده اهل کره جنوبی، جیمین از بی‌تی‌اس برای نخستین آلبوم او به نام صورت است. این ترانه در ۲۴ مارس ۲۰۲۳ توسط بیگ هیت میوزیک منتشر شد.

## جدول‌های موسیقی
| جدول (۲۰۲۳)                                        | بالاترین جایگاه |
| -------------------------------------------------- | --------------- |
| ترانه‌های دیجیتال ژاپن (اوریکون)                    | ۳۷              |
| تک‌آهنگ‌های داغ نیوزیلند (آرام‌ان‌زی)                  | ۳۳              |
| کره جنوبی (گائون)                                  | ۱۱۲             |
| ترانه‌های دیجیتال ایالات متحده (بیلبورد)            | ۱۲              |
| فروش جهانی ترانه‌های دیجیتال ایالات متحده (بیلبورد) | ۵               |